# Serranía del Empalado
La Serranía del Empalado, también referida como serranía de Siruma o Ciruma, forma parte del sistema Coriano o Formación Lara-Falcón-Yaracuy en Venezuela. Es una cadena montañosa relativamente alta, pequeña y aislada. Se encuentra separada de la Serranía de Jirajara, al sur, por alturas menores a los 900m; de la Sierra de Baragua, al este, por la Depresión de Carora; y de la Sierra de San Luis por el valle del río Matícora.
Está conformada por dos macizos unidos por valles relativamente altos. El cerro Socopó o Socopo tiene un área de 38,4 km² por encima de la cota de 900 m y una altura máxima de 1571 m. El macizo conformada por cerro Azul y cerro El Cerrón, tiene un área de 508,3 km² y una altura máxima de 1900 m.
Se le considera el límite oriental natural de la cuenca del Lago de Maracaibo, y desde el siglo XIX ha servido para delinear los límite administrativos de las provincias de Coro, Maracaibo y Barquisimeto. Actualmente se ubica entre los estados Falcón, Lara y Zulia. Se le considera también el límite nor-occidental de las extintas lenguas jirajaranas.

## Vegetación
La vegetación original es predominantemente bosque seco, aunque existen algunos remanentes de bosque nublado en las zonas más escarpadas, los cuales se encuentran relativamente aislados de los bosques presentes en las cadenas montañosas vecinas.
Destaca la presencia de árboles emblemáticos de los bosques nublados, como "el Niño" o "Cucharón" (Gyranthera caribensis) y las palmeras Attalea butyracea (Mutis ex L.f.) Wess.Boer. y Geonoma interrupta (Ruiz & Pav.) Mart.

## Fauna
Al menos tres especies de ranas se consideran endémicas de esta Serranía: Dendropsophus amicorum, Mannophryne lamarcai y Leptodactylus magistris. Adicionalmente se encuentran otras especies de ranas de amplia distribución, como Hyla crepitans, Bufo marinus, Phyllomedusa trinitatis, Phrynohyas venulosa y Physalaemus pustulosus.